# Yrjönsaari (ö i Kymmenedalen)
Yrjönsaari är en ö i Finland. Den ligger i sjön Rautjärvi och i kommunen Kouvola i den ekonomiska regionen  Kouvola ekonomiska region  och landskapet Kymmenedalen, i den södra delen av landet, 130 km nordost om huvudstaden Helsingfors. Öns area är 0,4 hektar och dess största längd är 110 meter i öst-västlig riktning.